# Chondrocladia lampadiglobus
Chondrocladia lampadiglobus är en svampdjursart som beskrevs av Jean Vacelet 2006. Chondrocladia lampadiglobus ingår i släktet Chondrocladia och familjen Cladorhizidae.
Artens utbredningsområde är havet utanför Chile. Inga underarter finns listade i Catalogue of Life.

## Bildgalleri

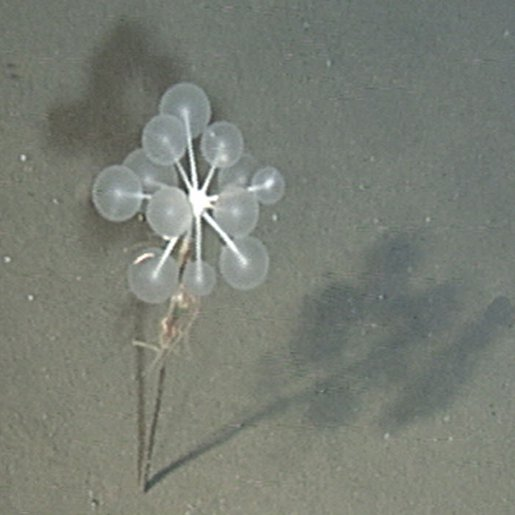